# Joost van Es
Joost van Es (Venlo, 28 juni 1968) is een Nederlandse violist, multi-instrumentalist en zanger uit Utrecht.

## Biografie
Als zoon van het kunstschilders-echtpaar Jacques van Es en Nettie van Es-Franssen, groeide Joost op in een artistiek milieu. Al vroeg kreeg hij vioolles van zijn moeder, later op de Zutphense muziekschool. Hij speelde al snel samen in diverse groepen, samen met zijn broer Bram, waarmee hij via culturele uitwisseling zijn eerste ervaringen had met andere culturen. Met name vioolmuziek uit de Balkan en Scandinavië inspireerden hem, maar ook de Angelsaksische cultuur, en zo begon hij zijn eerste Zigeunermuziek ensemble, tevens geïnspireerd door het orkest van Tata Mirando. Ook was hij de Steh-Geiger van zijn eigen salonorkest, met als pianist/arrangeur Huub Buurman. Zijn eerste bluegrassband heette Windy City. Belangrijke inspiratiebronnen waren altijd de meesterviolisten: Jascha Heifetz, Arthur Grumiaux, Roby Lakatos, Mark O’Connor, Kenny Baker en vele anderen.

## Carrière
Tijdens zijn studie aan het Arnhems conservatorium speelde hij in de meest uiteenlopende combinaties. Joost maakte zijn debuut als orkestleider van salonorkest Pistache en zigeunermuziekensemble Pazjaloesta. 4 Wheel Drive (bluegrass) en BlueGrass BoogieMen waren de eerste bluegrassbands waarin hij speelde. Hieruit volgde al snel veel sessiewerk voor de meest uiteenlopende producties.
Zijn loopbaan heeft een vlucht genomen vanaf het moment dat hij werd gecast voor Het Begeren Onder de Olmen (Het Zuidelijk Toneel /Ivo van Hove, 1992).

### Producties
Joost van Es werkt(e) met vele groepen, producties en ensembles.
Naast tal van initiatieven, zijn bekendere wapenfeiten de samenwerkingsverbanden met onder andere het Internationaal Dans Theater, Reinhard Mey (‘Bunter Hund’, 2008), Bert Visscher, The Bald & The Beautiful, Vrouw Holland, BlueGrass Boogiemen, singer-songwriters Si Kahn, James Talley, bluegrass legendes Lou Reid, Bill Clifton en Liz Meyer. In Nederland o.a. Linde Nijland, Gerard van Maasakkers, Bart de Win, Egbert Meyers, Ernst van der Pasch (cabaretier), JW Roy   (Deeper Shades), Omnia (Alive!), Within Temptation (Aquarius) Hans van Gorp (zo as ik ben) en theaterproductie The American Country Legends.

### 4 Wheel Drive
Naast Joost van Es bestaat 4 Wheel Drive uit: Jan Michielsen (Gitaar & zang), Alfred Bonk (Bass & Zang), Jurgen Biller (Banjo & Zang), Ullie Sieker (Mandolin & Zang).

## Discografie

### Albums & dvd's
| Jaar | Titel                              | Artiest                                                                        |
| ---- | ---------------------------------- | ------------------------------------------------------------------------------ |
| 2000 | No doubt about it                  | 4 Wheel Drive / Joost van Es, Label: CRS / Me & My (MMACD1005)                 |
| 2007 | Another Town                       | 4 Wheel Drive / Joost van Es                                                   |
| 1995 | Live at the Pumpkins               | Hillbilly Boogiemen / Joost van Es, Label: Longhorn Records                    |
| 2003 | Playing where the grass is greener | Bill Clifton and the Pick of the Crop / Joost van Es, Label: Mendota Music BMI |
| 2003 | Moon Over The Water                | Skyland, Label: Strictly Country Records, SCR 53                               |

## Prijzen
| Jaar | Organisatie | Prijs                                   | Uitslag     |
| ---- | ----------- | --------------------------------------- | ----------- |
| 1997 | DCMA        | Instrumentalist Van Het Jaar            | Gewonnen    |
| 1997 | DCMA        | Akoestische Band Van Het Jaar           | Gewonnen    |
| 1999 | DCMA        | Instrumentalist Van Het Jaar            | Gewonnen    |
| 2000 | DCMA        | Akoestische Band Van Het Jaar           | Gewonnen    |
| 2001 | DCMA        | Instrumentalist Van Het Jaar            | Gewonnen    |
| 2001 | DCMA        | Akoestische Band Van Het Jaar           | Gewonnen    |
| 2003 | DCMA        | Akoestische Band Van Het Jaar           | Gewonnen    |
| 2003 | EBMA/IBMA   | European Band Of The Year               | Gewonnen    |
| 2004 | DCMA        | Instrumentalist Van Het Jaar            | Gewonnen    |
| 2004 | EBMA/IBMA   | European Band Of The Year               | Gewonnen    |
| 2006 | DCMA        | Akoestische Band Van Het Jaar           | Gewonnen    |
| 2006 | EBMA/IBMA   | European Band Of The Year               | Genomineerd |
| 2006 | EWOB        | Audience Popularity Award               | Gewonnen    |
| 2007 | DCMA        | Instrumentalist Van Het Jaar            | Gewonnen    |
| 2007 | EBMA/IBMA   | European Band Of The Year               | Gewonnen    |
| 2007 | EWOB        | Audience Popularity Award               | Gewonnen    |
| 2008 | EBMA/IBMA   | European Band Of The Year               | Genomineerd |
| 2009 | DCMA        | Akoestische Band Van Het Jaar           | Gewonnen    |
| 2009 | EBMA/IBMA   | European Band Of The Year               | Gewonnen    |
| 2009 | TCMA        | Traditional Bluegrass Album Of the Year | Gewonnen    |
| 2010 | DCMA        | Akoestische Band Van Het Jaar           | Gewonnen    |
| 2010 | DCMA        | Instrumentalist van het jaar            | Genomineerd |

Verklaring afkortingen:
- DCMA = Dutch Country Music Association (NL)
- EWOB = European World Of Bluegrass (NL)
- TCMA = Tradition Country Music Association (Ohio, VS)
- EBMA/IBMA = European Bluegrass Music Association (CH)